# الطهابي (جبلة)

تعديل مصدري - تعديل

الطهابي هي إحدى قرى عزلة المكتب بمديرية جبلة التابعة لمحافظة إب، بلغ تعداد سكانها 1311 نسمة حسب تعداد اليمن لعام 2004.